# Marele Sigiliu al Statelor Unite ale Americii
Marele Sigiliu al Statelor Unite ale Americii (în engleză Great Seal of the United States) este sigiliul oficial al acestei țări, creat în anul 1782. Ambele părți ale sigiliului sunt tipărite și pe verso-ul bancnotei americane de 1 dolar.

## Aversul sigiliului

Aversul sigiliului

Vulturul simbolizează suveranitatea noului stat creat în 1776. Într-o gheară, acesta ține strâns o ramură de măslin cu 13 frunze, simbolizând pacea. În cealaltă gheară ține 13 săgeți care simbolizează cele 13 foste colonii engleze și lupta lor pentru independență. Deasupra vulturului se află o panglică pe care este inscripționat în latină "E Pluribus Unum" ("Unul din cei mulți", aluzie la unitatea noului stat format din cele 13 foste colonii). Deasupra panglicii sunt 13 stele, reprezentând numărul inițial al statelor componente.

## Reversul sigiliului

Reversul sigiliului

Pe revers se află două inscripții latine: sus "Annuit Coeptius" ("El aprobă strădaniile noastre", cu alte cuvinte Dumnezeu a favorizat crearea SUA), jos "Novus Ordo Seclorum" ("Noua Ordine Seculară", care simboliza faptul că în lume debuta o Nouă Eră). Ochiul și razele îl reprezintă pe Dumnezeu. Anul din partea de jos a piramidei, inscripționat în cifre romane (MDCCLXXVI), este 1776, data întemeierii SUA. Piramida are 13 trepte, simbolizând cele 13 state americane formate inițial, iar faptul că piramida nu este terminată simboliza faptul că națiunea nu era încă desăvârșită.